# Eduard Bornträger
Eduard Janaz Franz Bornträger (* 22. Juni 1888 in Wiesbaden; † 9. März 1958 in Berlin) war ein deutscher Schauspieler, der vor allem zwischen 1930 und 1945 als Nebendarsteller in diversen deutschen Filmproduktionen auftrat.

## Herkunft
„Ernst Bornträger, der in der Feuerzangenbowle einen Lehrer spielte, war Sohn des Freiherrn Ernst Karl Eduard von Ledebur und seiner Frau Sophie Deichmann. Leopold Ernst Gerhard von Ledebur (so sein Geburtsname) war gelernter Jurist.“

## Leben
Eduard Bornträger studierte zunächst Kunst- und Theatergeschichte, wandte sich dann aber frühzeitig dem Schauspiel zu. Sein erstes Theaterengagement hatte er 1912 in seiner Geburtsstadt Wiesbaden, bevor er über Stationen in Stettin, Frankfurt am Main und Stuttgart schließlich 1930 nach Berlin kam, wo er an diversen Bühnen spielte. Daneben betätigte er sich auch in der Funk- und Synchronarbeit und übernahm ab Anfang der 1930er-Jahre erste Filmaufgaben.
Mitte der 1930er-Jahre intensivierte der Darsteller seine Filmarbeit, wirkte in mehreren namhaften deutschen Filmen mit, wie beispielsweise der Literaturverfilmung von Oscar Wildes Eine Frau ohne Bedeutung, Das Schloß in Flandern, Tanz auf dem Vulkan oder Es war eine rauschende Ballnacht. Seine Schauspielkarriere konnte er auch in den folgenden Kriegsjahren unvermindert fortführen, bis sie mit dem Ende des Zweiten Weltkrieges langsam zum Erliegen kam. Bornträger stand 1944 in der Gottbegnadeten-Liste des Reichsministeriums für Volksaufklärung und Propaganda.
Zwar war er ab 1950 für die ostdeutsche Filmproduktionsgesellschaft DEFA tätig, wurde jedoch häufig nur in Episodenrollen besetzt, wie als Arzt in Arthur Pohls Pole Poppenspäler (1954), der auch zu seinen letzten Filmarbeiten zählt.

## Filmografie (Auswahl)
- 1931: Die Koffer des Herrn O.F.
- 1932: Eine von uns
- 1933: Der Jäger aus Kurpfalz
- 1934: Konjunkturritter
- 1934: So ein Flegel
- 1934: Alles hört auf mein Kommando
- 1935: Petersburger Nächte. Walzer an der Newa
- 1935: Lady Windermeres Fächer
- 1935: Das Mädchen Johanna
- 1935: Liselotte von der Pfalz
- 1936: Es geht um mein Leben
- 1936: Horch, horch, die Lerch im Ätherblau
- 1936: Inkognito
- 1936: Stjenka Rasin
- 1936: Waldwinter
- 1936: Wochenendzauber
- 1936: Eine Frau ohne Bedeutung
- 1936: Das Schloß in Flandern
- 1936: Die unmögliche Frau
- 1937: Und du mein Schatz fährst mit
- 1937: Frauenliebe – Frauenleid
- 1937: Man spricht über Jacqueline
- 1937: Togger
- 1937: Die Umwege des schönen Karl
- 1937: Unter Ausschluß der Öffentlichkeit
- 1937: Gewitterflug zu Claudia
- 1937: Die Kronzeugin
- 1937: Ein Volksfeind
- 1938: Am seidenen Faden
- 1938: Großalarm
- 1938: Das Mädchen von gestern Nacht
- 1938: Tanz auf dem Vulkan
- 1938: Urlaub auf Ehrenwort
- 1938: Das Verlegenheitskind
- 1938: Zwei Frauen
- 1938: Die Nacht der Entscheidung
- 1938: Nordlicht
- 1938: Pour le Mérite
- 1938: Was tun, Sybille?
- 1939: Es war eine rauschende Ballnacht
- 1939: Fräulein
- 1939: Der grüne Kaiser
- 1939: Kitty und die Weltkonferenz
- 1939: Kornblumenblau
- 1939: Sommer, Sonne, Erika
- 1939: Der Stammbaum des Dr. Pistorius
- 1939: Die Stimme aus dem Äther
- 1939: Der Vierte kommt nicht
- 1939: Wir tanzen um die Welt
- 1939: In letzter Minute
- 1940: Fahrt ins Leben
- 1940: Falschmünzer
- 1940: Falstaff in Wien
- 1940: Friedrich Schiller – Triumph eines Genies
- 1940: Liebesschule
- 1940: Wie konntest Du, Veronika!
- 1941: Alarm
- 1941: Die Kellnerin Anna
- 1941: Leichte Muse
- 1941: Blutsbrüderschaft
- 1942: Rembrandt
- 1942: Stimme des Herzens
- 1942: Diesel
- 1943: Himmel, wir erben ein Schloß!
- 1943: Kollege kommt gleich
- 1943/46: Peter Voss, der Millionendieb
- 1944: Das Hochzeitshotel
- 1944: Ich hab’ von dir geträumt
- 1944: Die Zaubergeige
- 1944: Seinerzeit zu meiner Zeit
- 1944: Tierarzt Dr. Vlimmen (unvollendet)
- 1944: Träumerei
- 1944/48: Eine reizende Familie
- 1945: Der Mann im Sattel (UA: 2000)
- 1945: Der Puppenspieler (unvollendet)
- 1951: Corinna Schmidt
- 1952: Karriere in Paris
- 1952: Schatten über den Inseln
- 1954: Pole Poppenspäler